# Дикс, Отто
Отто Дикс (полное имя нем. Wilhelm Heinrich Otto Dix [ˈvɪlhɛlm ˈhaɪnʀiç ˈɔto ˈdɪks]; 2 декабря 1891[…], Untermhaus, Гера — 25 июля 1969[…], Зинген) — немецкий живописец и график. Испытал влияние экспрессионизма, дадаизма, футуризма и других авангардных стилей XX века. Наиболее известны работы 1920-х и первой половины 1930-х гг. в стилистике «новой вещественности».

## Биография
Участник Первой мировой войны. Был одним из основателей объединения художников под названием Дрезденский сецессион, появившегося в Дрездене в 1919 году. В 1920-е годы был связан с дадаизмом и экспрессионизмом. В 1925 – начале 1930-х годов Дикс — один из наиболее заметных представителей «новой вещественности». Самые значительные произведения этого периода – триптихи «Большой город» (1928, Штутгартский художественный музей) и «Война» (1932, Галерея новых мастеров, Дрезден), картины «Семь смертных грехов» (1933, Музей «Кунстхалле» в Карлсруэ) и «Триумф Смерти» (1934, Штутгартский художественный музей). Сочетание чрезвычайной точности письма с гротескной обрисовкой отталкивающих типов и ситуаций придаёт картинам Дикса этого периода характер «горьких свидетельств, беспощадно обнажающих уродства времени». 
В нацистской Германии Отто Дикс был отнесён к представителям так называемого «культурбольшевизма» и «дегенеративного искусства». Уехал в деревню, где тайно писал картины. В последние месяцы Второй мировой войны Отто Дикс был призван в фольксштурм, взят в плен французскими войсками, в феврале 1946 года освобождён.
После Второй мировой войны Германия оказалась разделена на два государства: ФРГ и ГДР. В обоих государствах к художнику относились с большим уважением. Хотя жил Дикс преимущественно в ФРГ, но в ГДР бывал неоднократно (в Дрездене у него была мастерская по адресу Кессельсдорфер-Штрассе 11).